# Phytelephas macrocarpa
Phytelephas macrocarpa är en enhjärtbladig växtart som beskrevs av Hipólito Ruiz López och Pav.. Phytelephas macrocarpa ingår i släktet Phytelephas och familjen Arecaceae. Inga underarter finns listade i Catalogue of Life.

## Bildgalleri

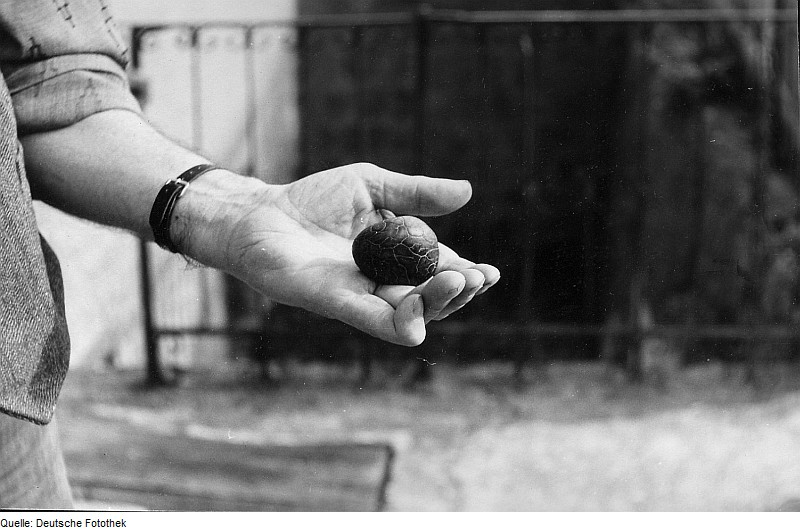
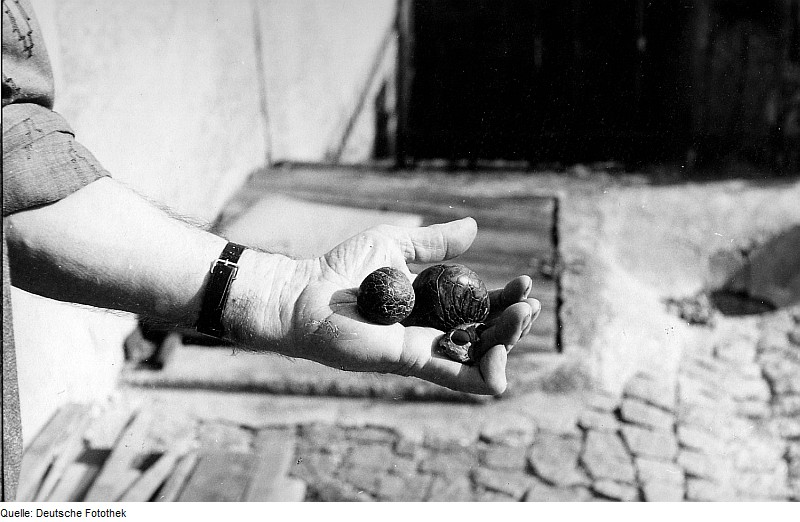
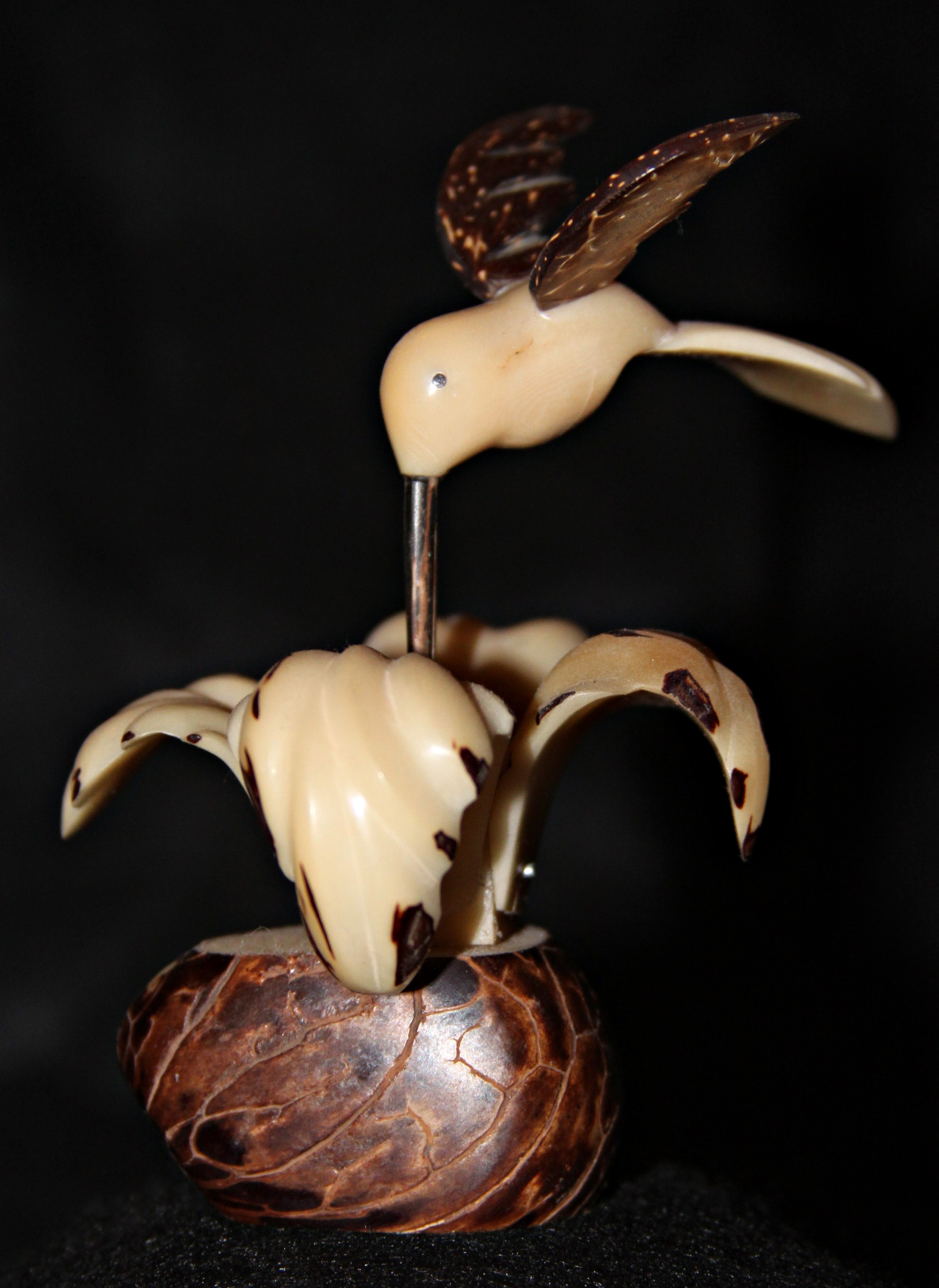